# Sint-Jan Berchmanscollege (Diest)
Het Sint-Jan Berchmanscollege Diest was een katholieke onderwijsinstelling in de Belgische stad Diest. De school was genoemd naar de heilige Jan Berchmans, een heilige uit Diest die bekendstond om zijn toewijding en eenvoud. Het college maakte deel uit van het katholiek onderwijsnet en bood diverse studierichtingen aan, waaronder algemeen secundair onderwijs (ASO), technisch secundair onderwijs (TSO) en beroepssecundair onderwijs (BSO).
In 2010 werd het Sint-Jan Berchmanscollege opgenomen in de scholengroep Katholieke Scholen Diest (KSD), waarna de school als zelfstandige entiteit ophield te bestaan.

## Geschiedenis
In 1885 diende het toenmalige Diestse College van het Heilig Kruis van de Paters Kruisheren uit geldnood haar deuren te sluiten. Op initiatief van een groep Diestse katholieken werd de school overgenomen door het aartsbisdom. Het Institut Bienheureux Berchmans - Gelukzalige Berchmansgesticht, beter bekend als het Sint-Jan Berchmanscollege, werd in 1885 opgericht als katholieke school door mgr. Goossens, aartsbisschop van Mechelen. Hierbij werd de filosofie van Sint Jan Berchmans gevolgd. Het college startte met drie afdelingen, te weten de zesde en vijfde klassen van de Grieks-Latijnse humaniora, twee klassen voor beroepsonderwijs en twee voorbereidende klassen. In het schooljaar 1990-1991 kreeg de Grieks-Latijnse richting haar eerste retorica.
Het aantal leerlingen groeide gestaag, ondanks de oorlogsjaren en in 1920 had het 266 leerlingen. Door deze groei werd een grondige uitbreiding noodzakelijk en vanaf 1932 werden diverse nieuwe faciliteiten gerealiseerd. Er werd een kapel, klaslokalen, een ruime studiezaal, een refter voor externe leerlingen, een moderne turnzaal, een fysicaklas en een nieuw administratiegebouw bijgebouwd.
In het begin van de jaren 1960 werden naast de bestaande afdelingen de studierichtingen Latijn-Wiskunde (lagere graad) en Wetenschappelijke A (hogere graad) toegevoegd.
Door de jaren heen paste de school zich aan de moderne tijd aan, maar bleef van christelijke leest.
In 1980 sloot het college zich aan bij de Scholengroep Sint-Jan, in lijn met de invoering van het VSO. Twee jaar later werd de eerste graad afgesplitst en ondergebracht in de Diocesane Middenschool, die als gezamenlijke onderbouw diende voor zowel het ASO-college als het Vrij Technisch Instituut Mariëndal (BSO-TSO). In 1982 kwam er de studierichting Lichamelijke Opvoeding en Sport bij. Deze was vanaf het begin ook toegankelijk voor meisjes. Vanaf 1994 was het college volledig gemengd.
In 2010 werd het Sint-Jan Berchmanscollege opgeheven als zelfstandige entiteit en opgenomen in de scholengroep Katholieke Scholen Diest (KSD). Wel werd nog het 125-jarig bestaan van de school gevierd.

## Onderwijsaanbod
Tijdens het bestaan bood het Sint-Jan Berchmanscollege diverse studierichtingen aan, met nadruk op:
- ASO: wetenschappen, economie, moderne talen en Latijn-Grieks;
- TSO: technische richtingen, zoals handel en informatica;
- BSO: praktijkgerichte opleidingen, zoals logistiek en verzorging.

Na de integratie in KSD werd dit aanbod elders binnen de groep voortgezet.

## Campus en infrastructuur
De campus van het voormalige college was centraal gelegen in Diest en beschikte over diverse faciliteiten, waaronder:
- Wetenschapslabs en computerruimtes;
- Sportterreinen en een gymzaal;
- Ruimtes voor kunst en muziek.

## Alumni
- Jan Laurys